# 琴別府要平
琴別府 要平（ことべっぷ ようへい、1965年10月17日 - ）は、大分県別府市出身で佐渡ヶ嶽部屋に所属していた元大相撲力士。最高位は東前頭筆頭（1995年3月場所）。得意手は突き、押し。現役時代の体格は178cm、193kg。本名は三浦 要平（みうら ようへい）。通称は要平さんなど。血液型はB型。

## 人物
実家は別府市内の豆腐店で、父は別府市議会議員を務めた三浦俉士。別府市長から佐渡ヶ嶽部屋を紹介された際に母から送り出され、1981年3月場所初土俵。以降順調に番付を上げ1989年7月場所に十両に昇進した。しかし、その場所中に風邪をこじらせ急性腎炎に罹り途中休場を余儀なくされた。尿毒症も併発し一時は生命すら危ぶまれ、人工透析が必要となる寸前であったが、奇跡的に後遺症も残らず回復。その間休場が続き、土俵に帰って来た時期は、1990年9月場所と1年以上掛かってしまった。番付は西序ノ口39枚目まで下げていた。しかしそこから番付を戻すまでが非常に早く、1992年5月場所に十両に復帰し、同年11月場所には新入幕とこちらも奇跡的な再起を果たした。こうした経緯があったため、入幕前後までは「無理するな」と微笑ましく見守られていたが、その後は部屋のホープの一人として厳しく指導されるようになったという。
一度十両を経験しながら序ノ口まで降下した力士が入幕を果たした例は琴別府が初めてであった。同部屋の先輩である大関・琴風が膝の負傷で関脇から幕下まで陥落後再起を果たし「地獄を見た男」と呼ばれたことになぞらえて、「新・地獄を見た男」と呼ばれた。その新入幕の場所、巨体を利して前に出る徹底した押し相撲で10勝5敗と二桁勝利を挙げ敢闘賞を受賞、注目を集めた。翌1993年1月場所10日目、この場所に大関昇進を賭ける関脇・貴花田を一気に押し倒した相撲でますます評価を高くしたが、13日目に旭道山の蹴手繰りに敗れた際左太腿を痛め休場に追い込まれ、この場所は勝ち越していたため番付は上がったものの、その後は体重の急増によって動きが悪くなり、伸び悩んだ。この蹴手繰りでの負傷・休場というパターンは復活後2回にわたって発生しており、地獄を見た男のはまったさらなる地獄として印象に残り、相撲雑誌にもやくみつるによって、『けたぐり地獄』なる地獄にはまりこみ鬼に「オニでも泣けてくるじゃねえか」と泣かれるという一コマ漫画が描かれたほどである。1997年1月場所を最後に幕内から陥落。十両でも思うような結果が残せなくなり、11月場所には幕下に陥落し12日目の相撲を最後に現役を引退した。
引退後は協会に残らず、「ちゃんこは冬だけ。ラーメンなら一年中いける」とすぐに修行に入った。その後、千葉県鎌ケ谷市で「黒門ラーメン 千葉本店」を経営していたが2007年、実家の豆腐屋を継ぐため店をたたんで帰郷した。一時期は地元の資料館のトイレ掃除など月収7万円の生活に陥ったという。しかし千葉まで食べにいけなかった地元ファンへの配慮から姉がラーメン屋開業を提案し、現在は共に2013年から大分県別府市亀川にある「らーめんいっちゃん 琴別府店」を経営している。店名の由来は亡き父親の愛称「いっちゃん」、そして父親が一番可愛がっていた「琴別府」の名からつけられたものである。なお、黒門ラーメンを経営していた頃と2011年に1回ずつ脳卒中で倒れており、腰、股関節、ひざも思うように動かないなど、引退後も満身創痍である。

## エピソード
- 琴別府が所属していた佐渡ヶ嶽部屋からは、先輩力士の琴千歳（元東前頭5枚目、北海道千歳市出身）、同期の琴冠佑（元東十両7枚目、北海道新冠郡新冠町出身）、後輩の琴岩国（元東十両12枚目、山口県岩国市出身）、琴春日（元東前頭7枚目、福岡県春日市出身）、琴欧州（元大関、2006年11月場所より琴欧洲と改名、ブルガリア出身）などのように出身地にちなんだ四股名の関取も多く輩出している。琴別府もそれに該当するが、姓名の姓に当たる上の名に、半濁音を含んだ四股名で幕内に昇進した関取は大相撲史上、琴別府ただ一人。
- 当初、師匠は大分に別の力士をスカウトに来た時に別の人から琴別府を紹介されたがスカウトした力士は結局ケガなどもあり、幕下の中堅まで番付を上げながら引退（廃業）する頃には序二段で低迷するなど期待を裏切ることになり、逆に共にスカウトした琴別府が出世する結果になった。

## 主な成績
- 通算成績：457勝433敗82休 勝率.513
- 幕内成績：164勝210敗16休 勝率.439
- 現役在位：101場所
- 幕内在位：26場所
- 三賞：1回
  - 敢闘賞：1回
- 各段優勝
  - 十両優勝：1回（1992年9月場所）
  - 幕下優勝：2回（1987年7月場所、1988年11月場所）
  - 序二段優勝：1回（1990年11月場所）

### 場所別成績
| | 一月場所 初場所（東京）   | 三月場所 春場所（大阪）   | 五月場所 夏場所（東京）   | 七月場所 名古屋場所（愛知） | 九月場所 秋場所（東京） | 十一月場所 九州場所（福岡） |
| --- | ------------------------- | ------------------------- | ------------------------- | --------------------------- | ----------------------- | --------------------------- |
| 1981年 （昭和56年） | x                         | （前相撲）                | 東序ノ口49枚目 5–2        | 東序二段126枚目 3–4         | 西序二段140枚目 3–4     | 東序ノ口筆頭 5–2            |
| 1982年 （昭和57年） | 西序二段97枚目 3–4        | 西序二段115枚目 3–4       | 西序二段128枚目 5–2       | 西序二段88枚目 3–4          | 東序二段105枚目 5–2     | 西序二段65枚目 5–2          |
| 1983年 （昭和58年） | 東序二段22枚目 3–4        | 西序二段38枚目 2–5        | 西序二段66枚目 3–4        | 東序二段85枚目 6–1          | 西序二段19枚目 4–3      | 西序二段2枚目 3–4           |
| 1984年 （昭和59年） | 東序二段8枚目 4–3         | 東三段目87枚目 1–6        | 東序二段21枚目 5–2        | 西三段目85枚目 6–1          | 西三段目36枚目 2–5      | 東三段目66枚目 2–5          |
| 1985年 （昭和60年） | 東三段目100枚目 6–1       | 東三段目51枚目 2–5        | 東三段目81枚目 6–1        | 東三段目34枚目 3–4          | 東三段目48枚目 4–3      | 東三段目29枚目 4–3          |
| 1986年 （昭和61年） | 東三段目8枚目 3–4         | 西三段目25枚目 4–3        | 西三段目8枚目 1–6         | 西三段目51枚目 6–1          | 東三段目4枚目 4–3       | 東幕下49枚目 5–2            |
| 1987年 （昭和62年） | 東幕下33枚目 4–3          | 東幕下26枚目 3–4          | 東幕下36枚目 4–3          | 西幕下25枚目 優勝 7–0       | 東幕下5枚目 1–6         | 東幕下29枚目 5–2            |
| 1988年 （昭和63年） | 西幕下14枚目 5–2          | 東幕下5枚目 3–4           | 西幕下10枚目 3–4          | 東幕下18枚目 6–1            | 東幕下5枚目 2–5         | 西幕下20枚目 優勝 7–0       |
| 1989年 （平成元年） | 東幕下4枚目 4–3           | 西幕下筆頭 3–4            | 東幕下4枚目 6–1           | 西十両12枚目 1–7–7          | 西幕下12枚目 休場 0–0–7 | 西幕下52枚目 休場 0–0–7     |
| 1990年 （平成2年） | 東三段目33枚目 休場 0–0–7 | 西三段目93枚目 休場 0–0–7 | 東序二段53枚目 休場 0–0–7 | 西序二段123枚目 休場 0–0–7  | 西序ノ口39枚目 6–1      | 西序二段90枚目 優勝 7–0     |
| 1991年 （平成3年） | 東三段目80枚目 6–1        | 東三段目28枚目 6–1        | 東幕下51枚目 6–1          | 東幕下24枚目 6–1            | 東幕下9枚目 3–4         | 東幕下15枚目 4–3            |
| 1992年 （平成4年） | 東幕下12枚目 6–1          | 東幕下2枚目 4–2–1         | 西十両13枚目 休場 0–0–15  | 西十両13枚目 10–5           | 西十両5枚目 優勝 12–3   | 西前頭14枚目 10–5 敢        |
| 1993年 （平成5年） | 西前頭9枚目 8–6–1         | 西前頭5枚目 休場 0–0–15   | 西前頭5枚目 5–10          | 東前頭12枚目 9–6            | 西前頭3枚目 5–10        | 西前頭8枚目 8–7             |
| 1994年 （平成6年） | 西前頭2枚目 3–12          | 西前頭12枚目 9–6          | 東前頭6枚目 6–9           | 東前頭11枚目 8–7            | 西前頭7枚目 8–7         | 東前頭4枚目 5–10            |
| 1995年 （平成7年） | 西前頭9枚目 9–6           | 東前頭筆頭 3–12           | 西前頭9枚目 8–7           | 西前頭2枚目 4–11            | 西前頭6枚目 6–9         | 東前頭9枚目 8–7             |
| 1996年 （平成8年） | 西前頭5枚目 4–11          | 西前頭12枚目 8–7          | 東前頭7枚目 6–9           | 東前頭10枚目 9–6            | 西前頭3枚目 3–12        | 東前頭12枚目 7–8            |
| 1997年 （平成9年） | 東前頭16枚目 5–10         | 西十両3枚目 7–8           | 東十両5枚目 5–10          | 東十両10枚目 6–9            | 西十両13枚目 4–11       | 東幕下6枚目 引退 2–4–1      |
| 各欄の数字は、「勝ち-負け-休場」を示す。 優勝 引退 休場 十両 幕下 三賞：敢=敢闘賞、殊=殊勲賞、技=技能賞 その他：★=金星 番付階級：幕内 - 十両 - 幕下 - 三段目 - 序二段 - 序ノ口 幕内序列：横綱 - 大関 - 関脇 - 小結 - 前頭（「#数字」は各位内の序列） |                           |                           |                           |                             |                         |                             |

### 幕内対戦成績
| 力士名   | 勝数 | 負数 | 力士名   | 勝数 | 負数 | 力士名   | 勝数 | 負数 | 力士名   | 勝数 | 負数  |
| -------- | ---- | ---- | -------- | ---- | ---- | -------- | ---- | ---- | -------- | ---- | ----- |
| 蒼樹山   | 1    | 3    | 安芸乃島 | 5    | 10   | 曙       | 0    | 6    | 朝乃翔   | 2    | 3     |
| 朝乃若   | 4    | 5    | 旭豊     | 2    | 1    | 小城錦   | 3    | 6    | 小城ノ花 | 3    | 2     |
| 魁皇     | 1    | 5    | 春日富士 | 5    | 3    | 巌雄     | 1    | 2    | 北勝鬨   | 9    | 6     |
| 旭鷲山   | 1    | 0    | 旭道山   | 2    | 3    | 鬼雷砲   | 4    | 3    | 霧島     | 4    | 1     |
| 起利錦   | 0    | 1    | 久島海   | 2    | 1    | 剣晃     | 8    | 5    | 小錦     | 6    | 10    |
| 敷島     | 3    | 0    | 大至     | 3    | 6    | 大翔鳳   | 7(1) | 7    | 大翔山   | 3    | 0     |
| 大善     | 1    | 6    | 大飛翔   | 0    | 1    | 貴闘力   | 3    | 5    | 貴ノ浪   | 0    | 10(1) |
| 貴乃花   | 1    | 8    | 隆三杉   | 4    | 4    | 立洸     | 1    | 0    | 玉海力   | 2    | 1     |
| 寺尾     | 2    | 1    | 時津洋   | 5    | 3    | 土佐ノ海 | 0    | 1    | 栃東     | 0    | 1     |
| 栃乃藤   | 1    | 0    | 栃乃和歌 | 5    | 5    | 巴富士   | 0    | 1    | 智ノ花   | 3    | 4     |
| 豊ノ海   | 5    | 1    | 浪乃花   | 1    | 10   | 花ノ国   | 1    | 0    | 濱ノ嶋   | 4    | 2     |
| 肥後ノ海 | 5    | 6    | 日立龍   | 1    | 0    | 舞の海   | 5    | 6    | 三杉里   | 11   | 8     |
| 水戸泉   | 6    | 3    | 湊富士   | 5    | 4    | 武蔵丸   | 2    | 4    | 武双山   | 1    | 3     |
| 大和     | 0    | 1    | 力櫻     | 0    | 3    | 若翔洋   | 4    | 7    | 若乃花   | 2    | 7     |

## 改名歴
- 三浦 要平（みうら ようへい）1981年3月場所
- 琴別府 要平（ことべっぷ-）1981年5月場所-1996年7月場所
- 琴別府 庸陛（-ようへい）1996年9月場所-1997年1月場所
- 琴別府 要平（-ようへい）1997年3月場所-1997年11月場所